# Afrikahaus (Berlin)

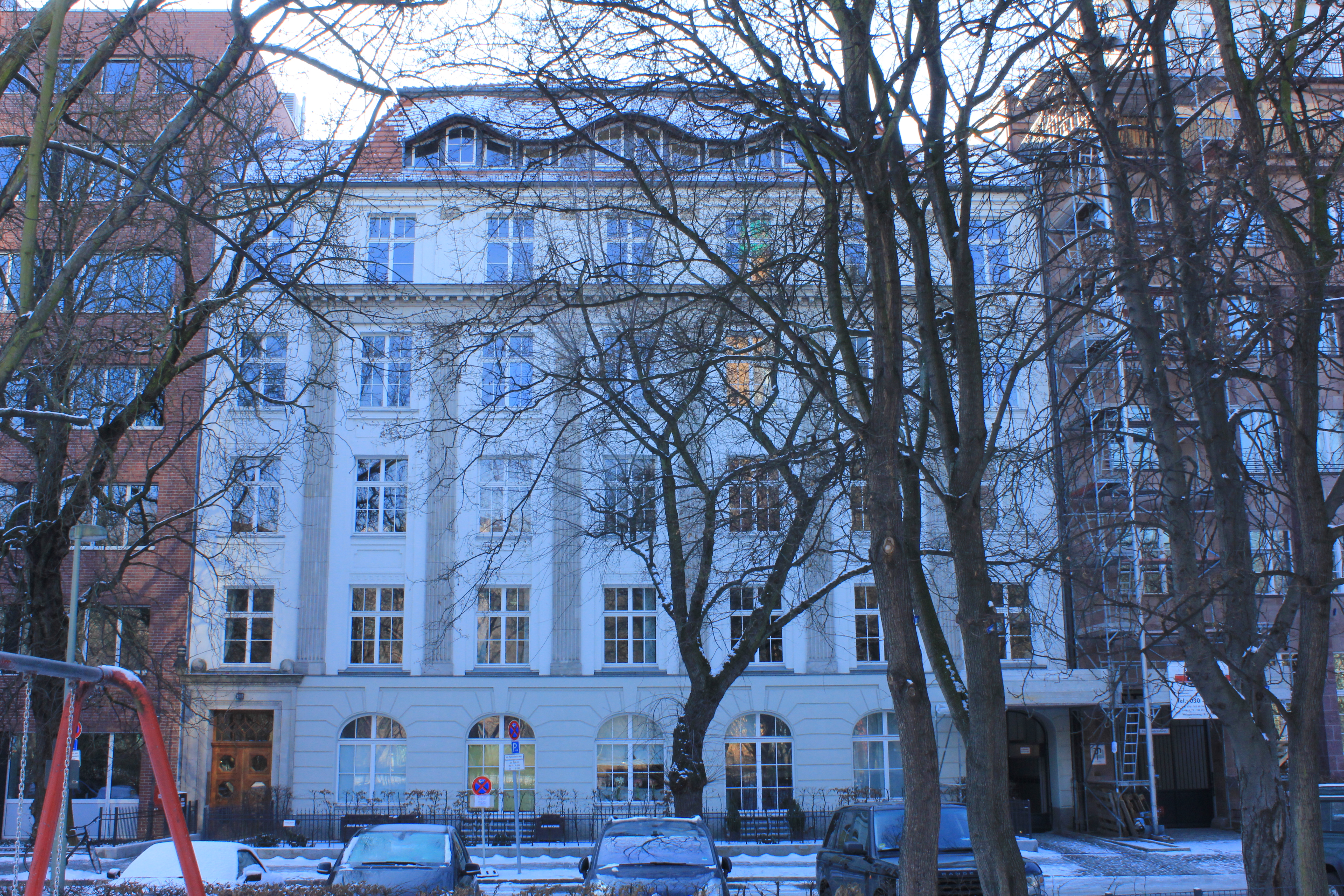
Berliner Afrikahaus, Am Karlsbad 10: ehemals Sitz der DKG, Foto 2012

Das Afrikahaus ist der frühere Sitz der Deutschen Kolonialgesellschaft (DKG) im Ortsteil Tiergarten des Bezirks Berlin-Mitte, Am Karlsbad 10. Es wurde 1910 bis 1911 von dem Architekten Franz Hildebrandt erbaut und steht als Baudenkmal unter Denkmalschutz.

## Der Bauherr

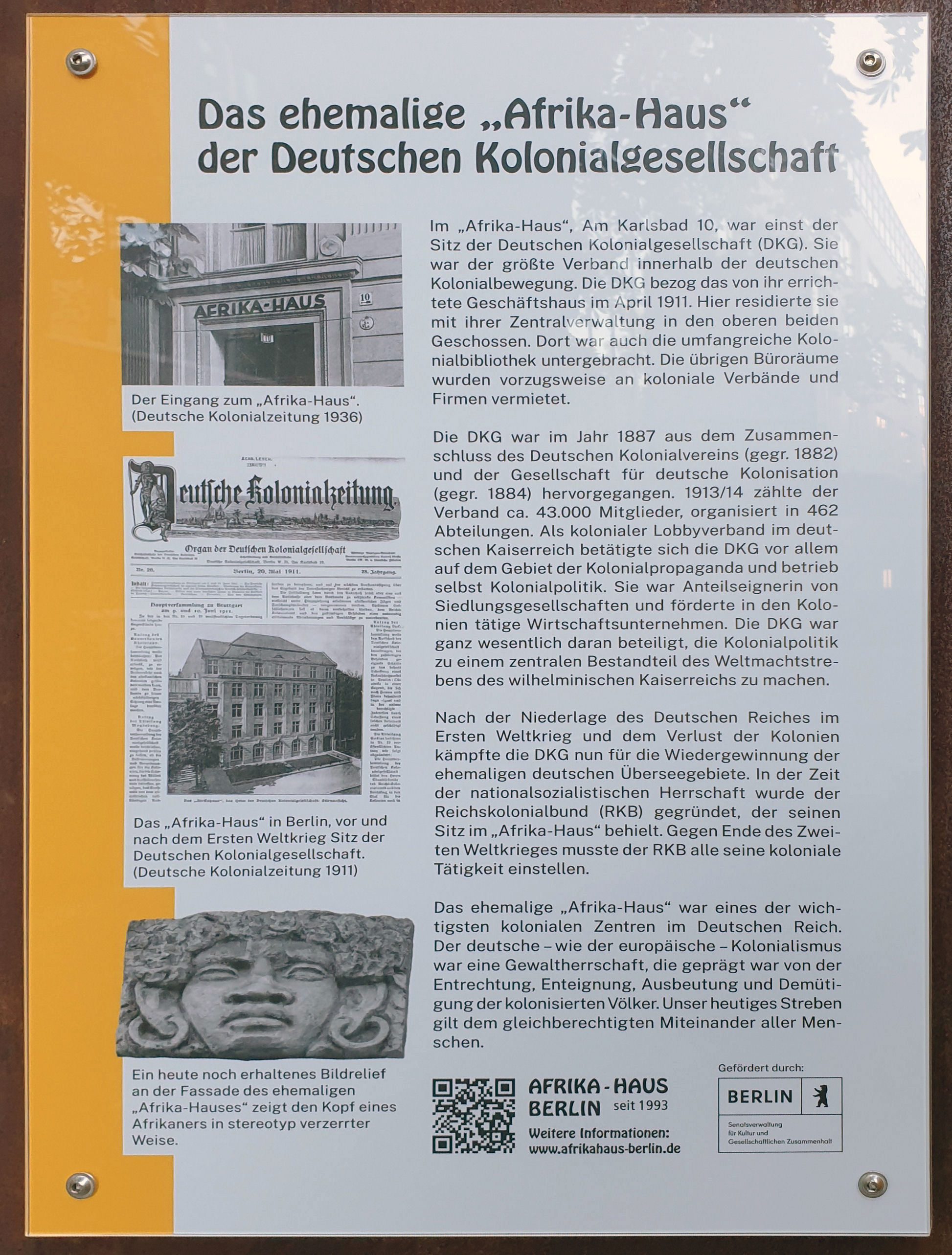
Gedenktafel am Haus, Am Karlsbad 10, in Berlin-Tiergarten

Die 1885 gegründete DKG gehörte zu den einflussreichen Organisationen des Kaiserreichs und zählte zahlreiche bekannte Persönlichkeiten zu ihren zur Bauzeit mehreren zehntausend Mitgliedern. Auf Initiative des langjährigen Vizepräsidenten der Gesellschaft, Admiral Franz Strauch, wurde mit dem Afrikahaus ein eigener Sitz der Gesellschaft geschaffen, in dem alle Aktivitäten vereint werden konnten. Betreiber war die Afrikahaus G. m. b. H.

## Das Gebäude
Die Pläne des Afrikahauses stammen von Franz Hildebrandt, Mitinhaber der den Bau ausführenden Baugesellschaft Gustav Clemens. In der Denkmaldatenbank des Landes Berlin heißt es: „Das neoklassizistische Geschäftshaus mit Seitenflügel und Quergebäude erhielt eine zurückhaltende vornehme Note, angelehnt an die französische Klassik. Zu den attraktiven Merkmalen der Fassade gehört die Kolossalordnung der Obergeschosse mit ionischen Pilastern zwischen den Fenstern. Das Untergeschoss wurde mit einer Rustika und Korbbogenfenstern abgesetzt. Auf die einstige Bestimmung des Hauses, das an die damalige koloniale Expansionspolitik Deutschlands auf dem afrikanischen Kontinent erinnert, verweisen zwei von ehemals sechs Schmuckreliefs unter dem Dachgesims, die jeweils einen Afrikaner mit Ohrringen zeigen.“

## Das Afrikahaus nach 1945
Mit der 1943 erfolgten Auflösung der Nachfolgeorganisation der DKG wurden die Büros im Afrikahaus ebenfalls geschlossen. Umbauten erfolgten 1955, 1987 und in der jüngeren Vergangenheit. Dabei wurde auch der Bauschmuck des Erdgeschosses entfernt. Nach einer Nutzung durch die Senatsverwaltung für Familie und Jugend wurde das Haus an einen privaten Investor veräußert und beherbergt heute vorwiegend Büros.